# فضول (آلبوم برلین)
فضول (انگلیسی: Voyeur) پنجمین آلبوم استودیویی از گروه موج نو آمریکایی برلین است که در سال ۲۰۰۲ توسط آی‌میوزیک منتشر شد.[۲] این اولین آلبوم استودیویی گروه پس از تا سه بشمار و دعا کن در سال ۱۹۸۶ بود که خواننده، تری نان، تنها عضو اصلی گروه جدید بود.